# レンギョウ
レンギョウ（連翹）とは、広義にはモクセイ科レンギョウ属（学名: Forsythia）の総称（それらから品種改良で作られた園芸品種をも含める）。狭義には、レンギョウ属の種の一つ、学名 Forsythia suspensaの和名を指す。一般には広義の意味で称されることが多い。
属名のForsythiaは、19世紀初頭にイギリスの王立植物園の監督官を務めた園芸家ウィリアム・フォーサイス（William A. Forsyth、1737年 - 1804年）に因む。

## レンギョウF. suspensa

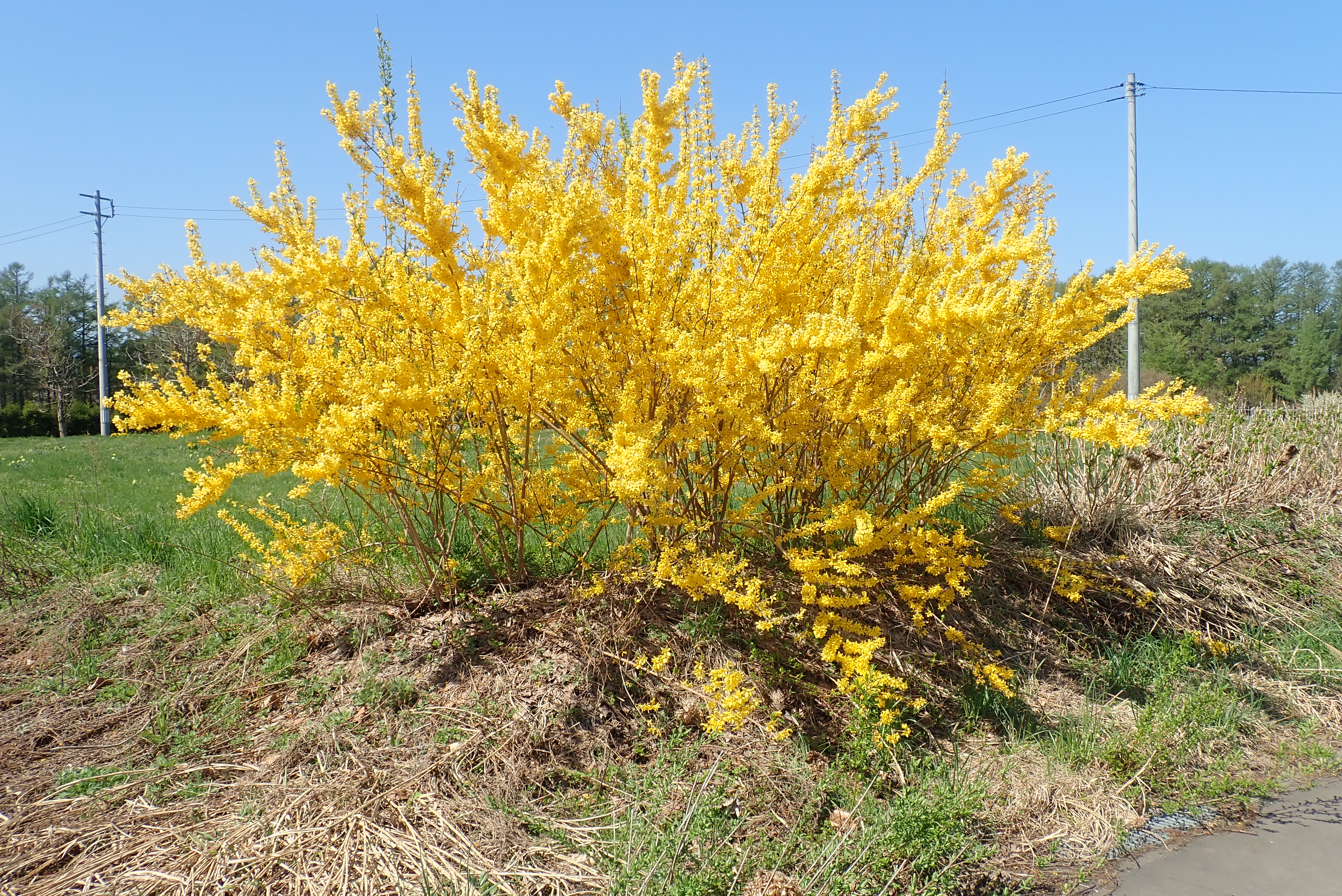
満開のレンギョウ

レンギョウ（連翹、学名: Forsythia suspensa (Thunb.) Vahl）は、モクセイ科レンギョウ属の落葉性低木広葉樹。別名、レンギョウウツギ（連翹空木）。古名は、いたちはぜ、いたちぐさ。中国名は連翹（別名：黄寿丹）。英名はゴールデンベル (golden bells, golden bell flower) 。
学名の種小名 suspensa（ススペンサ）は、枝が「垂れる」「懸垂」を意味する。
和名のレンギョウは、漢名の連翹を音読みしたものであるが、実は中国で過去に異なる植物を指すものであった。中国原産。中国で連翹とは、本来トモエソウ（学名：Hypericum ascyron、中国名：湖南連翹（大連翹）、黄海棠）もしくはオトギリソウ（学名: Hypericum erectum、中国名：小連翹）のことを指したが、これらどの実も薬用されていたこともあって、宋以降からは現在の山西省の南東部で大量に生産された現在のレンギョウの実が連翹と称して売られるようになり、ついにはレンギョウが連翹として認識されるに至った。明の『本草綱目』にあるレンギョウの実の挿絵は現在のレンギョウの実の形とはほぼ同じである。現在の中国においては連翹と書くと日本と同様にForsythia suspensaのことを指すが、河北省・貴州省や台湾など一部の地域ではトモエソウのことを連翹と呼ぶこともある。

### 特徴
雌雄異株。
落葉広葉樹の低木。繁殖力が旺盛で、よく繁る。株立ちして樹高は1 - 3 mまで育ち、半つる性の枝は湾曲して伸び下に垂れ、地面に接触すると、そこからも根を出し新しい株ができる。枝は竹のような節を持つ。また、枝の髄が早期に消失するため、節の部分を除いて中空になる。このことから“空の木”、レンギョウウツギ（連翹空木）という別名が付いた。この呼称は最初、本来の連翹（トモエソウ）との誤用に気付いた時、区別するために使われた。若い枝は陵があり、節以外は髄が中空になっている。樹皮は灰褐色で、膨らんでいる皮目が多い。冬芽は卵形や楕円形で枝と同色、枝先の頂芽はほぼ葉芽で、側芽（花芽）は枝に対生する。葉痕は半円形で、維管束痕が１個つく。
花期は早春（3 - 4月）。まだ葉が芽吹く前、2 - 3 cmの黄色い花が、細い枝に密に多数開く。開花時期は華やかに見える。花弁は深く切れ込んだ4裂である。その花の形から、英名はゴールデン・ベル（Golden Bells）という。
その花が咲き終わる頃、入れ違うように緑色の葉が茂る。葉は長さ3 - 10 cm、幅2 - 5 cmの広卵形で先が少し尖る。葉縁にまばらな鋸歯がある）が対生に芽吹き、それが秋になると濃緑色、概憤色（くすんだ黄緑色）、紫色と順に変色し、最後に落葉する。
付いた果実は漢方薬（下記参照）として用いられる。種子を落とした後の果実は、冬も枝に残る。

### 分布・生育地
中国・朝鮮原産。日本への渡来は古く、渡来年代は不明であるが、『出雲国風土記』や『延喜式』にもレンギョウの名前が見られる。薬用として平安時代初期に渡来したともいわれているが、実際に渡来した時期は定かではなく、江戸時代前期に栽培の記録があることから、江戸時代だという説もある。
寒さには強く、日本では北海道から本州まで広く栽培されている。

## レンギョウ属

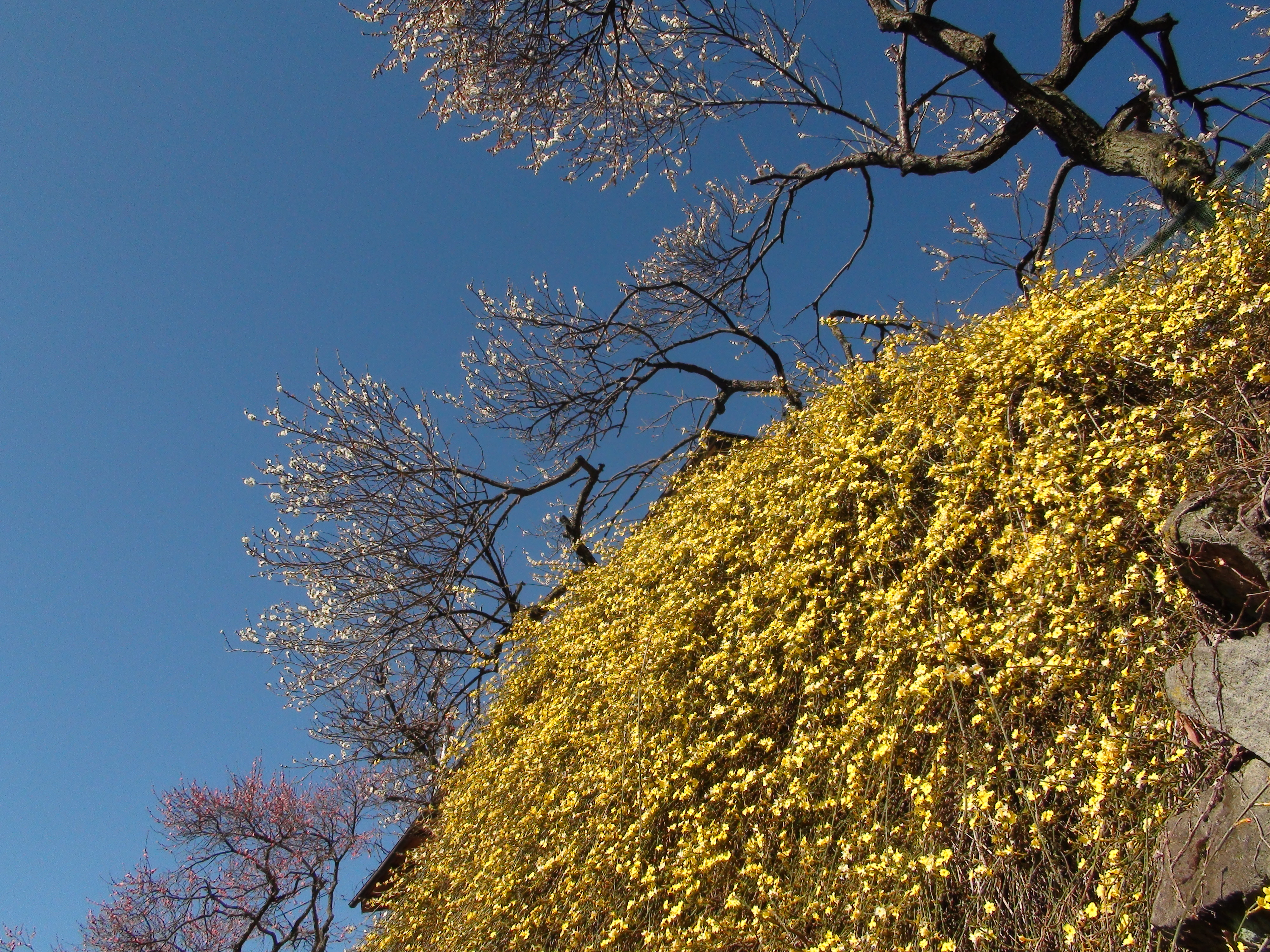
不老園（甲府市）のレンギョウ

レンギョウ属（レンギョウぞく、学名：Forsythia）には、7種（アジアに6種とヨーロッパに1種）の原種、および幾つかの園芸用に交配された雑種がある。どの種も黄色い4弁の花が特徴的である。中国・朝鮮半島・ヨーロッパ各地でも多く植栽され、春を告げる花として知られている。

### 中国・朝鮮原産種

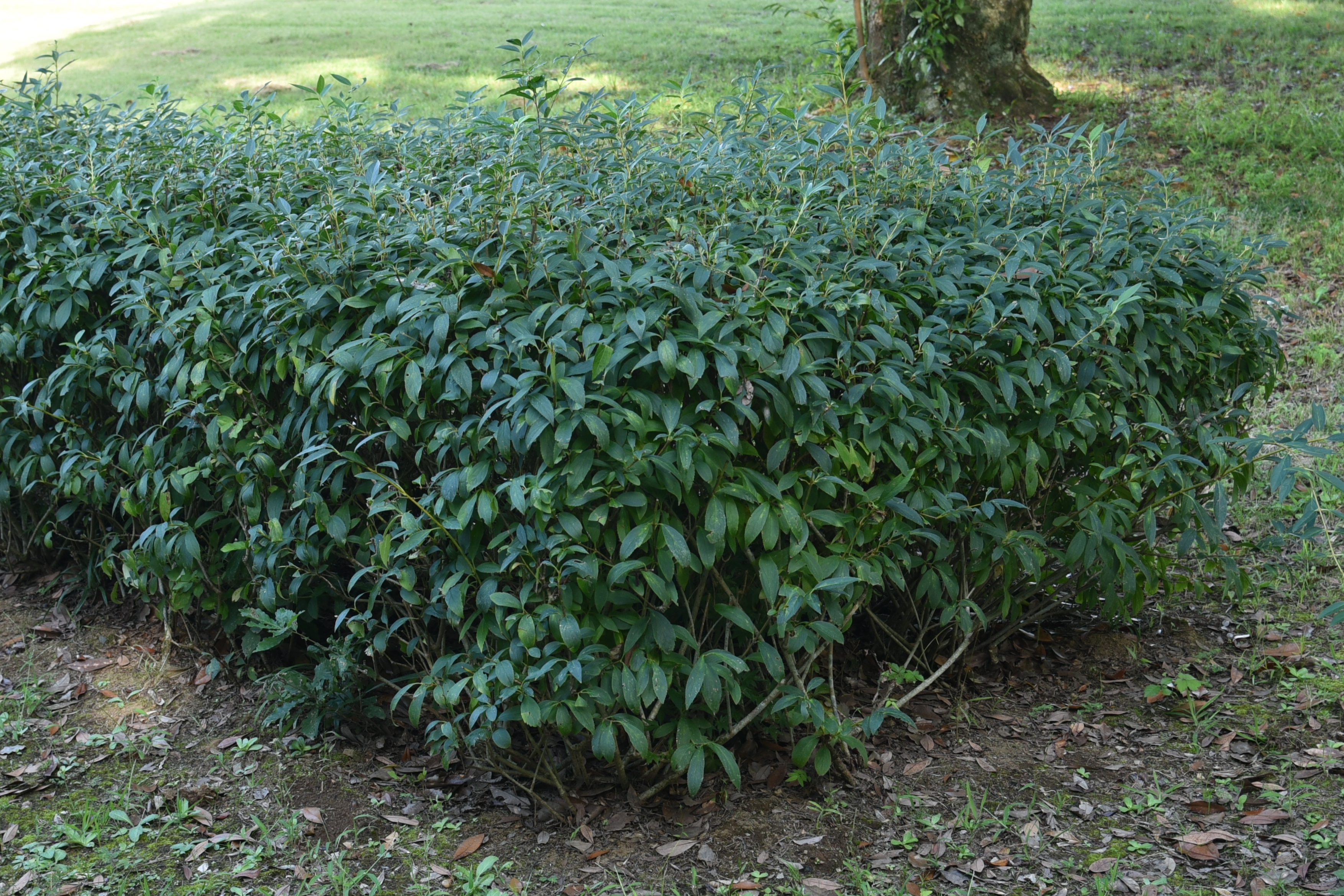
シナレンギョウ

- レンギョウ（学名：Forsythia suspensa、中国名：黄寿丹） - 中国原産種。
- ギラルディアナ（学名：Forsythia giraldiana、中国名：和秦翹） - 中国原産種。
- シナレンギョウ（学名：Forsythia viridissima、中国名：金鐘花） - 中国原産種。株立ちして枝が立ち上がる樹形になる[1]。春に公園などで見られるのは、このシナレンギョウが多く、レンギョウ類では最もよく植えられている[1]。植栽されているのもののほとんどは、枝が刈り込まれている[1]。
- チョウセンレンギョウ（学名：Forsythia ovata (Forsythia koreana, Forsythia viridissima var. koreana)、朝鮮名：ケナリ（개나리）） - 朝鮮半島原産種。朝鮮半島ではカラムラサキツツジ（朝鮮名：チンダルレ（진달래））と共に、春の訪れを告げる花として親しまれている。

日本の公園や庭木などで「レンギョウ」として一般的に植栽されているのは、レンギョウ、シナレンギョウ、チョウセンレンギョウである。耐寒性耐暑性に優れているため、日本全国に分布している。大気汚染や病虫害にも強く、どんな土壌でもよく育つことから、庭木、公園、垣根に用いられることが多い。
これら3種はよく似ているが、幹を縦に切ると、レンギョウは芽の出る部分以外が中空、シナレンギョウは芽の出る部分を含み細かい梯子状の髄があり、チョウセンレンギョウは芽の出る部分以外に細かい梯子状の髄がある。また、レンギョウ、チョウセンレンギョウの枝は弓なりに長く伸び下垂するが、シナレンギョウは枝が直立し上向きに張って伸びる傾向があるため、園芸業界では、それぞれ「シダレレンギョウ（ツルレンギョウ）」「キダチレンギョウ」と区別して呼ぶことがある。

### 日本原産種
先述したように、日本で一般に植栽されているレンギョウ類の多くが、シナレンギョウ、チョウセンレンギョウと外来種である。しかし、日本にも一部の地域に自生している野生種がある。
- ヤマトレンギョウ（学名：Forsythia japonica） - 中国地方の石灰岩地に分布している。
- ショウドシマレンギョウ（学名：Forsythia togashii） - 瀬戸内海の小豆島の石灰岩地に分布している。

これら日本原産種は、他のレンギョウ類に比べて開花時期が4 - 5月頃と遅い。ヤマトレンギョウは葉に先立って花を咲かせ、ショウドシマレンギョウは葉の展開と同時期に独特の緑色を帯びた黄色い花を咲かせる。
この2種は、全国的にも限られた地域にしか分布しない固有種で、森林開発、人工造林、園芸採取などによって現在の生育地で絶滅すると野生状態では地球上から完全に消滅してしまうことになるため、（国際自然保護連合（IUCN）のレッドリストに準拠した）環境省のレッドリストによって、絶滅危惧種に指定されている。

### ヨーロッパ原産種
- セイヨウレンギョウ（学名：Forsythia europaea） - バルカン半島原産種。アルバニア、セルビア、モンテネグロの一部に自生している。

### 園芸種
- インテルメディア（学名：Forsythia × intermedia） - 1880年にドイツで作出された。レンギョウとシナレンギョウとを交配させた。スペクタビリス（Forsythia x intermedia ’spectabilis’）などの栽培品種がある。花は大輪で多花性。ヨーロッパで広く栽植されている。日本で流通している切花の多くはこの品種である。

最近ではインテルメディアにさらに別の品種を交配させたり、また他にも多くの品種改良が行われ、様々な鑑賞用の品種が作出されている。

## 利用

### 薬用
漢方医学では「連翹」と呼ばれ、解熱剤、消炎剤、利尿剤、排膿剤、腫瘍・皮膚病などの鎮痛薬に用いる。成分にトリテルペン、モノテルペングリコシド、リグナンを含み、強い抗菌作用がある。成熟果実を一度蒸気を通したのち、天日で乾燥し用いる。日本薬局方においては、レンギョウまたはシナレンギョウの果実を用いている。
連翹が配合された方剤の例
- 響声破笛丸（きょうせいはてきがん）
- 銀翹解毒散（ぎんぎょうげどくさん）
- 荊芥連翹湯（けいがいれんぎょうとう）
- 清上防風湯（せいじょうぼうふうとう）

### 名所
鎌倉市の明月院などがある。

## 文化

### 俳句
俳句では春の季語である。

### 連翹忌
4月2日は彫刻家・詩人の高村光太郎（1883年 - 1956年）の命日で、これを連翹忌とも呼ぶ。これは、高村が生前好んだ花がレンギョウであり、彼の告別式で棺の上にその一枝が置かれていたことに由来する。